# Osborne (Kansas)
Osborne is een plaats (city) in de Amerikaanse staat Kansas, en valt bestuurlijk gezien onder Osborne County.

## Demografie
Bij de volkstelling in 2000 werd het aantal inwoners vastgesteld op 1607.
In 2006 is het aantal inwoners door het United States Census Bureau geschat op 1413, een daling van 194 (-12,1%).

## Geografie
Volgens het United States Census Bureau beslaat de plaats een oppervlakte van
3,9 km², geheel bestaande uit land. Osborne ligt op ongeveer 473 m boven zeeniveau.

## Plaatsen in de nabije omgeving
De onderstaande figuur toont nabijgelegen plaatsen in een straal van 24 km rond Osborne.